# Боспорско царство
Боспорското царство e историческа гръко-скитска държава, разположена в източен Крим и Таманския полуостров, на брега на днешния Керченски проток (тогава известен като Кимерийски Босфор), образувано през V век пр.н.е. от гръцките колонии в северната част на Черноморието и по бреговете на Азовско море. Столица е Пантикапей. Известно още като царството на Кимерийския Боспор (на гръцки: Βασίλειο τοῦ Κιμμερικοῦ Βοσπόρου), то е първата наистина елинистическа държава, в смисъл, че смесеното население възприема гръцкия език и цивилизация под ръководството на консолидирана аристокрация. При династията на Спартокидите, аристокрацията на царството възприема да се представя като архонти пред гръцките си поданици и като царе пред варварите, което някои историци смятат за уникално в древната история. Боспорското царство е най-дълго оцелялата римска клиентска държава. През I и II век настъпва нов златен век на Боспорската държава. За кратко е включена като част от римската провинция Долна Мизия от 63 до 68 г. при император Нерон, преди да бъде възстановена като клиентско царство на Рим. В края на II век цар Савромат II нанася критично поражение на скитите и включва всички територии на Кримския полуостров в състава на своята държава.
Просперитетът на Боспорското царство се основава на износа на жито, риба и роби. В резултат на това то се превръща в икономически център на Черно море и често е наричано древното бижу на Черно море.
Печалбите от търговията поддържат класа, чието очевидно богатство все още се вижда от новооткрити археологически находки, изкопани, често незаконно, от множество гробници, известни като кургани. От някогашните процъфтяващи градове са останали архитектурни и скулптурни останки, докато курганите са източник на археологически находки – гръко-сарматски предмети, най-добрите образци от които се съхраняват в Ермитажа в Санкт Петербург. Те включват златни изделия, вази, внесени от Атина, текстилни фрагменти и образци на изящна дървообработка с инкрустации, докато теракотените образци са груби.

## Ранни гръцки колонии
Целият район е осеян с гръцки полиси: на запад Пантикапей (също Боспорус, днес Керч) – най-значимият град в региона, Нимфей и Мирмекий; на изток Фанагория (вторият град в региона), Кепой, Хермонаса, Портус Синдикус (Анапа) и Горгипия. Тези гръцки колонии първоначално са били заселени от Милет през VII-ми и VII век пр.н.е., докато Фанагория (около 540 г. пр. н. е.) е била колония на Теос, а основаването на Нимфеум може да е имало връзка с Атина; поне изглежда, че полисът е бил член на Делоския съюз през V век пр.н.е.

## География
Боспорското царство е разположено между полуостровите Крим и Таман, разделени от Керченския проток, известен в древността като Кимерийски Босфор, от името на древните кимерийци, откъдето произлиза и името на протока и царството. На юг е Черно море, свързващо Балканите на запад, евразийските степи на север, Кавказ и Централна Азия на изток, Мала Азия и Месопотамия на юг и на югозападпрез Мраморно море – Гърция. На север е Азовско море (в древността Меотидското езеро), понякога считано за част от Черно море, с плитки води и изобилни реки, течащи към него.
По-голямата част от царството попада в Понтийско-Каспийската степ, с пасища и умерен климат, идеална за номадско скотовъдство. Югоизточното крайбрежие на Крим е оградено от Кримските планини с най-висок връх Роман-Кош, 1545 метра. На запад планините се спускат стръмно към Черно море, докато на изток бавно преминават в степен пейзаж. Югозападното крайбрежие на Таманския полуостров е ограничено от Голям Кавказ, главната планинска верига на Кавказ.

## Икономика
Гръцката колонизация в Черноморския регион датира от ранножелязната епоха и има достатъчно доказателства за културен и икономически обмен, както и за враждебност между гръцкото и местното население, като траките, даките и по-късно скитите.
Скитската експанзия и обединение през V век пр.н.е. водят до заличаването на много от тези селища или превръщането им в скитски протекторати, какъвто е случаят с град Олбия. Предполага се, че този натиск е позволил на династията на Археанактидите да създаде първата Боспорска държава през 480 г. пр.н.е., след което през 438 г. пр.н.е. на власт идва династията на Спартокидите и започва период на икономическа експанзия.
Черноморските гърци преди този период търгуват предимно с животни, роби, кожи и риба, като зърното играе незначителна роля. По време на Пелопонеската война, в Древна Атина настава голямо търсене на зърно, но атиняните не са в състояние да се притекат на помощ град Нимфей, на който разчитат за черноморската търговия, когато е нападнат от Спартокидите. Те също са готови да търгуват зърно в замяна на континентални стоки и сребро, което вероятно е допринесло за упадъка на Атина.

## Бойни умения, армия и оръжия
Боспорското царство при царете на Спартокидите е силно повлияно от смесването на местните скити и елините на всички нива на обществото, особено при благородниците. Известно е, че при вътрешен конфликт между Сатир II и брат му Евмел царската боспорска армия се състои от не повече от две хиляди гърци и равен брой траки наемници. Останалата част от армията е скитска, с десет хиляди конници и повече от двадесет хиляди пехота. От своя страна Евмел, в съюз със сиракския цар Арифарн, довежда двадесет хиляди скитски конници и дори повече пехота.

## Елинистическо царство
По Северното Черно море се наблюдава така наречената от някои историци „дълга елинистическа епоха“ поради институциите, възникващи независимо от по-големия гръцки свят и свързвани с епохата. Сравнително изолираното им положение и постоянният контакт/конфликт с варвари по техните граници позволяват на монарсите в региона да създават независими царства за разлика от по-късните наследили ги държави.

## Владетели

### Археанактиди
Според гръцкия историк Диодор Сицилийски царството е управлявано между 480 и 438 г. пр.н.е. от царе, наречени Археанактиди и узурпирано през 438 г. пр.н.е. от тиранин на име Спарток (438 – 431 г. пр. н. е.). Докато Спарток традиционно е считан за тракиец поради фамилното име, по-нови историци смятат, че той вероятно е от гръко-скитски произход, както е типично за региона.

### Спартокиди
Спарток основава династия, която изглежда е просъществувала до ок. 110 г. пр.н.е., известна като Спартокиди. Спартокидите са оставили много надписи, показващи, че най-ранните членове на рода са управлявали под титлите архонти на гръцките градове и царе на различни по-малки местни племена, по-специално синди (от централен Крим) и други клонове на меотите. Оцелелите материали (текстове, надписи и монети) не предоставят достатъчно информация, за да се възстанови пълната хронология на царете в региона.
Сатир (431 – 387 г. пр. н. е.), наследник на Спарток, установява управлението си над целия регион, добавяйки Нимфеон към царството си и обсаждайки Феодосия, която е богата, защото за разлика от други градове в региона, има незамръзващо пристанище през цялата година и търгува със зърно с останалия елински свят, дори през зимата. Левкон (387 – 347 г. пр.н.е.), синът на Сатир I, в крайна сметка превзема града. Левкон е наследен съвместно от двамата си синове, Спарток II и Перисад; Спарток умира през 342 г. пр. н. е. и Перисад управлява сам до 310 г. пр. н. е.
След смъртта на Перисад се води война за наследството между синовете му Сатир II и Евмел. Сатир побеждава по-малкия си брат Евмел в битката при река Татис през 310 г. пр.н.е., но след това е убит в битка, отстъпвайки трона на Евмел.
Наследник на Евмел е Спарток III (303 – 283 г. пр. н. е.), а след него Перисад II. Следващите принцове повтарят фамилните имена, но е невъзможно да им се присвои определен ред. Последният от тях обаче, Перисад V, неспособен да постигне напредък срещу все по-яростните атаки на номадските племена в района, вика на помощ Диофант, генерал на цар Митридат VI от Понт. Перисад е убит от скит на име Савмак, който води бунт срещу него.
Спартокидите са добре известни като род от просветени и мъдри князе; въпреки че те са били, строго погледнато, тирани, те винаги са описвани като династичен род. Те поддържат близки отношения с Атина, най-добрият им клиент за износа на зърно от Боспор: Левкон I от Боспор създава привилегии за атинските кораби в пристанищата на Боспор. Атическите оратори многократно споменават това. В замяна атиняните дават на Левкон атинско гражданство и издават укази в чест на него и синовете му.

### Митридат VI
След поражението си от римския генерал Помпей Велики през 66 г. пр.н.е., цар Митридат VI от Понт бяга с малка армия от Колхида (съвременна Грузия) през планините на Кавказ към Крим и прави планове да събере нова армия, която да се изправи срещу римляните. Неговият най-голям жив син, Махарес, регент на Кимерийския Боспор, не желае да помогне на баща си, така че Митридат го убива и поема управлението на Боспорското царство. След това Митридат свиква набор от войници и започва подготовка за война. През 63 г. пр.н.е. най-малкият му син Фарнак вдига бунт срещу баща си, към който се присъединяват римски дезертьори от ядрото на понтийската армия на Митридат. Фарнак успява да надделее и Митридат VI се оттегля в цитаделата в Пантикапей, където се самоубива. Помпей нарежда Митридат VI да бъде погребан в изсечена в скалата гробница или в Синоп, или в Амасия, столицата на царство Понт.

### Римско клиентско царство
След смъртта на Митридат VI (63 г. пр.н.е.), Фарнак II (63 – 47 г. пр.н.е.) се моли на Помпей и след това се опитва да възвърне господството си по време на гражданската война на Юлий Цезар, но е победен от Цезар при Зела и по-късно е убит от бившия си управител и зет Асандър, женен за дъщеря му Динамия. Асандър и Динамия царуват, докато Цезар заповядва на чичото на Динамия по бащина линия, Митридат II да обяви война на Боспорското царство и да го превземе. Победените Асандър и Динамия заминават в политическо изгнание. Въпреки това, след смъртта на Цезар през 44 г. пр.н.е., властта им е възстановена от император Октавиан Август, който признава Асандър за владетел. Асандър управлява като архонт и по-късно като цар до смъртта си през 17 г. пр.н.е. След смъртта му Динамия е принудена да се омъжи за римския узурпатор Скрибоний, но римляните под ръководството на Агрипа се намесват и поставят на трона Полемон I от Понт (16 – 8 г. пр.н.е.). Полемон също се жени за Динамия през 16 пр.н.е., но тя умира през 14 г. пр.н.е. Полемон управлява като цар до смъртта си през 8 г. пр.н.е. Трона наследява Аспург, синът на Динамия и Асандър.
При Аспург (8 г. пр.н.е. – 38 г.) и последвалите го царе Боспорското царство е клиентска държава на Римската империя в продължение на 300 години, защитавана от римски гарнизони. Аспург е признат официално за цар от Рим едва през 14 г. Той получава римско гражданство, приема римското име „Тиберий Юлий Аспург“ и се радва на покровителството на двама римски императори, Август и Тиберий. Аспург основава династията Аспургиди (или Тиберий-Юлиева династия), която просъществува с няколко прекъсвания до 341 г. Всички следващи боспорски царе носят тези две римски имена, последвани от трето, от тракийски произход (Котис I, Раскупорис или Реметалк) или от местен произход (като Савромат, Евпатор, Ининтимей, Фарсанз, Тейран и др.).
Започвайки от Митридат VI боспорските царе приемат нов календар (наричан „Понтийска ера“, възникнал във Витиния), за да датират своите монети.
В този период Боспорското царство обхваща източната половина на Крим и полуостров Таман и се простира по източното крайбрежие на Меотийските блата до Танаис при устието на Дон на североизток, голям пазар за търговия с вътрешността. През цялото време имя постоянна война с местните племена на скити и сармати като римляните оказват помощ с гарнизони и флот.
През 62 г. по неизвестни причини римският император Нерон сваля боспорския цар Котис I.
Заедно с еврейската диаспора, в региона се появява юдаизмът и в някои от градовете в региона (особено Танаис) се развиват еврейски общности. Еврейското или тракийското влияние върху региона може да е вдъхновило основаването на култ към „Всевишния Бог“, отделен регионален култ, който се появява през I век и изповядва монотеизъм, без да е ясно дали еврейски или християнски.
Балансът на силите с местните племена е силно нарушен от миграцията на запад през III – IV век. През 250-те години готите и бораните успяват да установят контрол над боспорските кораби и дори да нападнат бреговете на Мала Азия.

### Монетосечене
Въпреки че преди разпадането на Съветския съюз през 1991 г. боспорските монети се смятат за редки сред колекционерите, днес те са добре познати на международните пазари. През V век пр.н.е. боспорските градове, особено Пантикапей, секат няколко големи серии монети. Златните статери от Пантикапей с главата на Пан и грифон, са особено забележителни със своето тегло и фина изработка.
Има монети с имената на по-късните Спартокиди и пълна серия от датирани солиди от по-късна династия или от Ахеменидите. В тях може да се забележи бързо израждане на златния солид през сребро и билонна сплав до бронз.
Боспорските царе са секли монети през целия си период като клиентска държава на Древен Рим, което включва златни статери, носещи портрети както на римския император, така и на боспорския цар. Подобно на римските, боспорските монети все повече се обезценяват през III век. Монетите изясняват царските родословия за историците, въпреки че едва ли има записани събития от тяхното царуване. Не са известни монети от Боспорското царство след последните, сечени от Рескупорид VI (царувал до 341 г.).

## Кимерийският Боспор през IV – IX век
Традиционно се смята, че царството е унищожено от готите и хуните в средата на IV век, в края на царуването на Рескупорид VI, но няма конкретни доказателства за това. Съществува обаче надпис от боспорски владетел на име Дуптун(ос) от ок. 483 г., почти век и половина по-късно, което поставя под съмнение това заключение. Освен това археологическите данни от това време показват период с растяща икономика, а не обществен колапс.
Намерените монети от началото на IV век, свързани с иранските племена сармати и алани, и тяхната нарастваща мощ и влияние в Крим навеждат историците на хипотезата, че е възможно Рескупорид да е бил свален от някой техен племенен вожд, който е установил на боспорския трон своя собствена династия. Известно е, че от около 380 г. нататък на власт в Крим са готите, тъй като едно писмо от 404 г. до Йоан Златоуст, архиепископ на Константинопол, споменава местния владетел като rex Gothiorum („цар на готите“). Готското боспорско царство за известно време вероятно е било васал на Хунската империя, но след разпадането ѝ в средата на V век отново става независимо. В съчиненията си византийският историк Прокопий Кесарийски описва готите от Крим, които се бият отначало срещу, а след това се съюзяват с утигурите; следователно готите са на власт известно време след разпадането на Хунската империя.
Въпреки вълните на варварски нашествия, между III и VI век Боспорското царство остава елинистическа държава по език, култура и традиции; местната материална култура се отличава както с голяма сложност, така и със синкретизъм, преплитащ древните и новите елементи.
В края на V век готите изглежда са напуснали или са били прогонени, а местното самоуправление е възобновено при владетели като Дуптунос, които преориентират царството към Византийската империя като клиентска държава. Това се доказва и от намерените византийски монети на императорите Юстин I, управлявал от 518 до 527 г. и Юстиниан I (527 – 565).
По времето на Юстиниан царството отново попада временно под властта на варварски владетел: хунският владетел Гордас. Той поддържа добри отношения с Юстиниан и дори приема християнството, но по време на бунт през 527 г. е убит, което кара императора да изпрати армия в Боспора, поставяйки царството под имперски контрол. Установена е византийска архиепископия, включваща Боспора и южния бряг на Крим, а Херсонес Таврически става важна крепост, най-северната точка на Византийската империя.
През VIΙ век в района на север от Боспорското царство е създадена Стара Велика България. В някои източници Фанагория се сочи за нейна столица, но липсват археологически доказателства за това. Към края на VIΙ век хазарите завладяват по-голямата част от Крим.
През IX век районът на Крим е византийска тема Херсонес. В новооткрит печат на византийски генерал от началото на XI век се открива употреба на името „Боспор“: "Πο ⟨σ⟩ φορ(ου)", т.е. на Кимерийския Боспор.
Град Тмутаракан, от източната страна на пролива, е завзет от княз Светослав от Киевска Рус и през X и XI век е нейно княжество до завоюването му от татарите.